# The Vigilante (1947)
The Vigilante, cujo nome original era The Vigilante: Fighting Hero of the West, é um seriado estadunidense de 1947, gênero ação, dirigido por Wallace Fox, em 15 capítulos, estrelado por Ralph Byrd, Ramsay Ames e Lyle Talbot. Foi produzido e distribuído pela Columbia Pictures, e veiculou nos cinemas estadunidenses a partir de 22 de maio de 1947.
Foi o 33º entre os 57 seriados produzidos pela Columbia Pictures, e foi baseado no personagem dos quadrinhos The Vigilante, que teve início nos Action Comics. O Vigilante foi interpretado por Ralph Byrd, sendo esse seu último papel em seriados.

## Sinopse
The Vigilante, um agente mascarado do governo, é designado para o caso dos "100 Tears of Blood", um amaldiçoado colar de raras pérolas vermelho-sangue, procurado por uma gangue liderada pelo desconhecido X-1, que pode ter sido contrabandeado para o país.
Greg Sanders (Saunders nos quadrinhos), em seu disfarce civil como ator, está filmando um western no rancho de George Pierce, um rico fazendeiro e dono de uma boate. Quando o príncipe Hamil chega ao rancho, ele dá um cavalo a cada um: Sanders, Pierce, Capitão Reilly, Tex Collier e Betty Winslow. Mas, uma gangue de foras-da-lei ataca, tentando roubar todos os cinco cavalos. Acontece que cada cavalo tem vinte das pérolas escondidas em suas ferraduras (cinco em cada um), em compartimentos secretos. Sanders percebe que um servo do príncipe roubou  as jóias de seu mestre e as contrabandeou nos cavalos com a intenção de transmiti-las a X-1.

## Elenco
- Ralph Byrd … Greg Sanders/The Vigilante
- Ramsay Ames … Betty Winslow, rodeo star
- Lyle Talbot … George Pierce
- George Offerman Jr. … Stuff
- Robert Barron … Príncipe Hamil, da Aravania. Barron erroneamente foi listado na tela como príncipe Hassan, mas ficou conhecido como Hamil.
- Hugh Prosser … Capitão Reilly
- Jack Ingram ... Silver
- Eddie Parker … Doc
- Tiny Brauer … Thorne

## Produção
The Vigilante era originalmente um personagem dos quadrinhos que surgiu no Action Comics (nº 42, Novembro de 1941).[carece de fontes?] Ele era um cowboy-cantor de rádio, que se tornou um motoqueiro combatente do crime, ao lado do adolescente chinês Stuff the Chinatown Kid.
Na versão serial, Stuff passou a ser branco, interpretado por George Offerman Jr., e Ralph Byrd foi o Vigilante. O diretor Wallace Fox apareceu em um pequeno papel, como o diretor do filme de Greg Sanders no rancho de George Pierce.

## Capítulos
1. The Vigilante Rides Again
2. Mystery of the White Horses
3. Double Peril
4. Desperate Flight
5. In the Gorilla's Cage
6. Battling the Unknown
7. Midnight Rendezvous
8. Blasted to Eternity
9. The Fatal Flood
10. Danger Ahead
11. X-1 Closes In
12. Death Rides the Rails
13. The Trap that Failed
14. Closing In
15. The Secret of the Skyroom

Fonte: